# Giulio Stival
Pour les articles homonymes, voir Stival.
Giulio Stival, né à Venise le 14 mars 1902 et mort à Novare le 1er avril 1953, est un acteur italien.

## Biographie
Né à Venise, Giulio Stival commence jeune au théâtre amateur comme directeur et acteur. Il fait ses débuts professionnels sur la scène  en 1927, avec la compagnie dirigée par Emma Gramatica,.
Au cours de sa carrière Giulio Stival a travaillé avec de grandes compagnies comme celles dirigées par Ruggero Ruggeri, Antonio Gandusio, Memo Benassi, Armando Migliari, Dina Galli (avec qui il a partagé le succès de la comédie  Felicita Colombo) et la Compagnia dell'Eliseo, avec laquelle il a connu le succès pour ses performances dans certaines adaptations de George Bernard Shaw. Il est également apparu dans plusieurs films, principalement dans des rôles secondaires.
Giulio Stival est mort le 1er avril 1953 dans un accident de voiture à la hauteur de Novare au volant de sa voiture lors du trajet Milan - Turin où il tournait le drame musical Traviata '53  de Vittorio Cottafavi'.

## Filmographie partielle
- 1937 : Gli uomini non sono ingrati
- 1938 : La casa del peccato
- 1939 : Battements de cœur
- 1939 : Frenesia
- 1940 : Melodie eterne
- 1940 : Cantate con me
- 1941 : La famiglia Brambilla in vacanza
- 1941 : Orizzonte dipinto
- 1941 : I mariti (Tempesta d'anime)
- 1942 : Quarta pagina
- 1943 : Gian Burrasca
- 1945 : La buona fortuna
- 1945 : Quartieri alti
- 1946 : Paese senza pace
- 1946 : La vita semplice
- 1947 : l'Enfer des amants
- 1949 : Yvonne la Nuit
- 1950 : La taverna della libertà
- 1950 : Il monello della strada
- 1951 : Les Deux Vérités d'Antonio Leonviola
- 1951 : Totò e i re di Roma
- 1951 : Ha fatto tredici
- 1952 : Le Manteau
- 1952 : Histoires interdites
- 1952 : La Tentatrice